# Kardam, principe di Tarnovo
Kardam di Bulgaria (Madrid, 2 dicembre 1962 – Madrid, 7 aprile 2015) è stato un principe bulgaro, primogenito di Simeone II.

## Biografia

### Educazione e carriera
Il principe Kardam nacque nel 1962 a Madrid, dove studiò al Lycée Français de Madrid. Si laureò in Filosofia e Business Internazionale all'Università Clark e in seguito ottenne un master in Economia Agricola e Miglioramento Idrico all'Università statale della Pennsylvania.
Iniziò a lavorare a Buenos Aires nel settore agroindustriale alla multinazionale The Fountainhead Group, per poi passare negli Stati Uniti d'America alla GIC Group. Ricoprì il ruolo di direttore commerciale alla Telefonica Moviles Intercontinental e di direttore generale degli UMTS Projects.

### Matrimonio
L'11 luglio 1996 sposò la designer di gioelli Miriam Ungría y López (1963) nella Chiesa Ortodossa dei santi Andrea e Demetrio a Madrid.

### Problemi di salute e morte
Nel 2008 Kardam e la moglie rimasero vittime di un incidente automobilistico a El Molar nei pressi di Madrid, quando la loro auto si ribaltò dopo essersi schiantata contro un albero. Il principe venne condotto all'Hospital 12 de Octubre in elicottero, mentre la moglie venne curata in due settimane all'Hospital Universitario La Paz a causa della rottura di un gomito, delle costole e di un polmone collassato.
Kardam, riportando un trauma cranico e ferite gravi alle mani, venne operato la sera stessa dell'incidente e tre giorni dopo gli venne indotto il coma farmacologico. In seguito venne dimesso dall'ospedale per continuare la guarigione a casa, ma non essendosi mai ripreso del tutto venne ricoverato nuovamente nel 2010.
È deceduto nel 2015 a causa di un'infezione polmonare, all'età di 52 anni.

## Discendenza
Kardam di Bulgaria e Miriam Ungría y López ebbero due figli:
- Boris (Madrid, 12 ottobre 1997);
- Beltrán (Madrid, 23 marzo 1999).

## Titoli e trattamento
- 2 dicembre 1962 - 7 aprile 2015: Sua Altezza Reale il Principe Kardam di Bulgaria, Principe di Tarnovo, Principe di Sassonia-Coburgo-Gotha, Duca in Sassonia

## Ascendenza
|                                           |                            |                                          | Genitori                                |  |  | Nonni |  |  | Bisnonni                 |  |  | Trisnonni                          |  |
|                                           |                            |                                          |                                         |  |  |       |  |  | Ferdinando I di Bulgaria |  |  | Augusto di Sassonia-Coburgo-Koháry |  |
|                                           |                            |                                          |                                         |  |  |       |  |  | Ferdinando I di Bulgaria |  |  | Augusto di Sassonia-Coburgo-Koháry |  |
|                                           |                            | Clementina d'Orléans                     |                                         |  |  |       |  |  | Ferdinando I di Bulgaria |  |  |                                    |  |
| Boris III di Bulgaria                     |                            |                                          |                                         |  |  |       |  |  | Ferdinando I di Bulgaria |  |  |                                    |  |
|                                           |                            | Maria Luisa di Borbone-Parma             | Roberto I di Parma                      |  |  |       |  |  |                          |  |  |                                    |  |
|                                           |                            | Maria Luisa di Borbone-Parma             | Roberto I di Parma                      |  |  |       |  |  |                          |  |  |                                    |  |
|                                           |                            | Maria Luisa di Borbone-Parma             | Maria Pia di Borbone-Due Sicilie        |  |  |       |  |  |                          |  |  |                                    |  |
| Simeone II di Bulgaria                    |                            | Maria Luisa di Borbone-Parma             |                                         |  |  |       |  |  |                          |  |  |                                    |  |
|                                           |                            | Vittorio Emanuele III di Savoia          | Umberto I di Savoia                     |  |  |       |  |  |                          |  |  |                                    |  |
|                                           |                            | Vittorio Emanuele III di Savoia          | Umberto I di Savoia                     |  |  |       |  |  |                          |  |  |                                    |  |
|                                           |                            | Vittorio Emanuele III di Savoia          | Margherita di Savoia                    |  |  |       |  |  |                          |  |  |                                    |  |
| Giovanna di Savoia                        |                            | Vittorio Emanuele III di Savoia          |                                         |  |  |       |  |  |                          |  |  |                                    |  |
|                                           |                            | Elena del Montenegro                     | Nicola I del Montenegro                 |  |  |       |  |  |                          |  |  |                                    |  |
|                                           |                            | Elena del Montenegro                     | Nicola I del Montenegro                 |  |  |       |  |  |                          |  |  |                                    |  |
|                                           |                            | Elena del Montenegro                     | Milena Vukotić                          |  |  |       |  |  |                          |  |  |                                    |  |
| Kardam di Bulgaria                        |                            | Elena del Montenegro                     |                                         |  |  |       |  |  |                          |  |  |                                    |  |
|                                           | José Gómez-Acebo y Cortina | José Gómez-Acebo y de la Torre           |                                         |  |  |       |  |  |                          |  |  |                                    |  |
|                                           | José Gómez-Acebo y Cortina | José Gómez-Acebo y de la Torre           |                                         |  |  |       |  |  |                          |  |  |                                    |  |
|                                           | José Gómez-Acebo y Cortina | María de los Dolores Cortina y Rodríguez |                                         |  |  |       |  |  |                          |  |  |                                    |  |
| Manuel Gómez-Acebo y Modet                | José Gómez-Acebo y Cortina |                                          |                                         |  |  |       |  |  |                          |  |  |                                    |  |
|                                           |                            | Margarita Marta Modet y Almagro          | Juan Bautista Modet y Eguía             |  |  |       |  |  |                          |  |  |                                    |  |
|                                           |                            | Margarita Marta Modet y Almagro          | Juan Bautista Modet y Eguía             |  |  |       |  |  |                          |  |  |                                    |  |
|                                           |                            | Margarita Marta Modet y Almagro          | María Felicidad de Almagro y de la Vega |  |  |       |  |  |                          |  |  |                                    |  |
| Margarita Gómez-Acebo                     |                            | Margarita Marta Modet y Almagro          |                                         |  |  |       |  |  |                          |  |  |                                    |  |
|                                           |                            | Manuel Cejuela y González-Orduña         | Joaquín Cejuela de la Riva              |  |  |       |  |  |                          |  |  |                                    |  |
|                                           |                            | Manuel Cejuela y González-Orduña         | Joaquín Cejuela de la Riva              |  |  |       |  |  |                          |  |  |                                    |  |
|                                           |                            | Manuel Cejuela y González-Orduña         | Carolina González-Orduña y Merry        |  |  |       |  |  |                          |  |  |                                    |  |
| María de las Mercedes Cejuela y Fernández |                            | Manuel Cejuela y González-Orduña         |                                         |  |  |       |  |  |                          |  |  |                                    |  |
|                                           |                            | Mercedes Fernández y Molano              | Secundino Fernández                     |  |  |       |  |  |                          |  |  |                                    |  |
|                                           |                            | Mercedes Fernández y Molano              | Secundino Fernández                     |  |  |       |  |  |                          |  |  |                                    |  |
|                                           |                            | Mercedes Fernández y Molano              | Luisa Molano y Martínez de Tejada       |  |  |       |  |  |                          |  |  |                                    |  |
|                                           |                            | Mercedes Fernández y Molano              |                                         |  |  |       |  |  |                          |  |  |                                    |  |